# Natá (distrito)
Natá é um distrito da província de Coclé, Panamá. Possui uma área de 607,70 km² e uma população de 17.811 habitantes (censo 2000), perfazendo uma densidade demográfica de 29,31 hab./km². Sua capital é a cidade de Natá.